# Тахоом-Ук'аб-К'ак'
Тахоом-Ук'аб-К'ак' (д/н — 4 жовтня 630) — ахав Кануля у 622—630 роках. За його наказом встановлено стели 28, 29.

## Життєпис
Був сином ахава Ук'ай-Кана. Про дату народження немає відомостей. Вважається, що у 622 році внаслідок політичних інтриг відсторонив свого брата Йукноом-Ті'-Чана. В день 9.9.9.0.5, 11 Чікчан 3 Во' (31 березня 622 року) відбулася церемонія його інтронізації. Скориставшись боротьбою за владу, повстало Баакульське царство, а між васалами Кануля — державами К'анту і Сааль розпочалася війна.
У 626 році Тахоом-Ук'аб-К'ак вирушив на підтримку К'анту, завдавши поразки саальським військам. Початкові успіхи зрештою змінилися невдачею. В день 9.9.17.11.14, 13 Іш 12 Сак (4 жовтня 630 року) Тахоом-Ук'аб-К'ак зазнав поразки у битві з К'ушахом, ахавом Сааля, й загинув у битві.